# IFPI Schweiz
IFPI Schweiz ist der Branchenverband der Musiklabels der Schweiz und die Schweizer Landesgruppe der IFPI.

## Aufgaben
Die Mitglieder von IFPI Schweiz umfassen sowohl Major-Labels als auch Independent-Firmen und machen etwa 90 % des schweizerischen Musikmarktes aus. Präsident des Vereins ist Ivo Sacchi von Universal Music Schweiz, Geschäftsführer ist seit 2012 der Jurist Lorenz Haas. Der Verband setzt sich u. a. für den Schutz des geistigen Eigentums und die Weiterentwicklung des nationalen und internationalen Urheber- und Leistungsschutzrechts ein, ist massgeblich an der Veranstaltung der jährlichen Swiss Music Awards beteiligt, vertritt die Phonoproduzenten in der Swissperform, gibt die offizielle Schweizer Hitparade in Auftrag und gibt Empfehlungen ab bezüglich der Vergabe von Gold- und Platin-Auszeichnungen, welche durch die Musiklabels selbst organisiert wird.

## Verleihungsgrenzen der Tonträgerauszeichnungen
Von 1989 bis 2000 wurden in der Schweiz Gold- und Platinauszeichnungen für Alben und Singles mit den gleichen Verleihungsgrenzen verliehen. Mit dem 1. Januar 2001 wurden die Grenzen erstmals heruntergesetzt und brauchen seitdem weniger verkaufte Einheiten, um die jeweilige Verleihungsstufe zu erreichen. Seit 2007 werden Tonträger mit französischem oder italienischem Repertoire extra ausgezeichnet.
Die Verleihung erfolgt in Abhängigkeit vom Veröffentlichungsdatum des Tonträgers.

### Alben
| Auszeichnung | bis 31. Dezember 2000 | bis 31. Dezember 2005 | bis 31. Dezember 2012 | seit 1. Januar 2013 |
| ------------ | --------------------- | --------------------- | --------------------- | ------------------- |
| Gold         | 25.000                | 20.000                | 15.000                | 10.000              |
| Platin       | 50.000                | 40.000                | 30.000                | 20.000              |
| 2× Platin    | 100.000               | 80.000                | 60.000                | 40.000              |
| …            |                       |                       |                       |                     |

### Singles
| Auszeichnung | bis 31. Dezember 2000 | bis 31. Dezember 2005 | bis 31. Dezember 2016 | bis 30. Juni 2023 | seit 1. Juli 2023 |
| ------------ | --------------------- | --------------------- | --------------------- | ----------------- | ----------------- |
| Gold         | 25.000                | 20.000                | 15.000                | 10.000            | 15.000            |
| Platin       | 50.000                | 40.000                | 30.000                | 20.000            | 30.000            |
| 2× Platin    | 100.000               | 80.000                | 60.000                | 40.000            | 60.000            |
| …            |                       |                       |                       |                   |                   |

### Videoalben
| Auszeichnung | Verkaufseinheiten |
| ------------ | ----------------- |
| Gold         | 3.000             |
| Platin       | 6.000             |
| 2× Platin    | 12.000            |
| …            |                   |

### Repertoire in Französisch und Italienisch
| Auszeichnung | 2007 bis 2012 | seit 1. Januar 2013 a |
| ------------ | ------------- | --------------------- |
| Gold         | 10.000        | 7.500                 |
| Platin       | 20.000        | 15.000                |
| 2× Platin    | 40.000        | 30.000                |
| …            |               |                       |

## Belege
1. ↑  Label Code (LC) – ISRC Code – IFPI Schweiz. (PDF) Sonic Lab, S. 2, abgerufen am 18. Dezember 2015.
2. ↑  Renzo Wellinger: IFPI Schweiz: Lorenz Haas wird neuer Geschäftsführer. In: Musikmarkt.de. 10. Oktober 2011, archiviert vom Original (nicht mehr online verfügbar) am 22. Dezember 2015; abgerufen am 4. März 2024.
3. ↑  Hitparade.ch: Chronik Edelmetall. Abgerufen am 16. August 2021.
4. ↑  Edelmetall-Richtlinie. (PDF) In: ifpi.ch. Abgerufen am 31. Dezember 2024.